# 2013 في الإكوادور
فيما يلي قوائم الأحداث التي وقعت خلال عام 2013 في الإكوادور.

## سياسة

### انتهاء فترة المنصب
- 24 مايو – لينين مورينو نائب رئيس الإكوادور.

## رياضة
- 1 يناير – الدوري الإكوادوري لكرة القدم 2013 الفائز نادي إيميلك.

## وفيات

### يوليو
- 29 يوليو – كريستيان بينيتيز (مواليد 1986) لاعب كرة قدم إكوادوري.

### أغسطس
- 7 أغسطس – بيتي بينو (مواليد 1948)